# La Banda Trapera del Río
La Banda Trapera del Río (también conocida como "La Trapera") fue una banda de rocknacida en el barrio de San Ildefonso (en catalán y oficialmente Sant Ildefons, conocido también como "Ciudad Satélite" o "La Sati") de Cornellá de Llobregat (Barcelona).   
Al haber surgido prácticamente de forma simultánea con el estallido punk (1976), son vistos como precursores del mismo en España, aunque los miembros del grupo no se consideraban punks. Las coincidencias con este movimiento se dan más en cuanto a sus actitudes provocadoras (especialmente «El Morfi» o «Morfi Grei», cantante y showman).
Musicalmente el suyo es un estilo personal, con sonoridades de garage rock, que se podría englobar generacionalmente en el llamado rock urbano ibérico de finales de los 70. Hay que tener en cuenta que los miembros que.configuraron el sonido definitivo de la banda (Juan «Raf» Pulido, el «Tío Modes» y «El Subidas») provenían de grupos de rock sinfónico o progresivo.
Fueron autores de la primera canción de rock duro en catalán: "Ciutat Podrida" ("Ciudad Podrida", en castellano).
En 1978 inician una conflictiva relación con la discográfica Belter. En verano aparece el sencillo «La regla / La cloaca», una de las primeras grabaciones considerada punk en España. La publicación del álbum La Banda Trapera del Río se retrasó casi un año, hasta abril de 1979.
Estuvieron activos desde 1976 a 1982. En 1993, con motivo de la reedición de su primer disco y de la publicación del segundo, Guante de guillotina (congelado desde su grabación en 1982) la banda se reúne, graba dos discos (uno en vivo, Directo a los cojones y otro en estudio, Mentemblanco) y se separa de nuevo en 1996.
En 2009 (y a pesar de la muerte del Tío Modes, el 1 de noviembre de 2004) la banda vuelve a la actividad, hasta su concierto de despedida del 25 de marzo de 2010 en las Ramblas de Barcelona. Este último recital se convirtió en un homenaje a Juan Raf Pulido, ingresado en un hospital el día anterior a causa de la enfermedad que habría de acabar con su vida el 13 de abril de 2010. Morfi afirmó entonces que las cenizas de la Trapera se quemarían con Juan "en el infierno o en el cielo".
Pero con motivo del 40.º aniversario de la fundación de la banda, en 2016 la Trapera anunció su vuelta a los escenarios, en una gira que comenzó el 18 de noviembre. En 2019 se consolida la nueva formación, que edita un nuevo trabajo tras 25 años: Quemando el futuro. La edición vendría seguida de una gira, que interrumpiría la pandemia.           
En febrero de 2021 Morfi anuncia que este año sería el de la despedida definitiva de la banda, que se celebraría con una gira final en cuanto la pandemia lo permitiese, lo cual sucede durante 2022. Tras una interrupción por un trasplante de hígado de Morfi, se programan nuevas fechas en 2023, aunque finalmente sólo se lleva a cabo un concierto, el 6 de mayo, en el festival Summer Fuzz de Villamediana de Iregua (La Rioja), en el que quedará como último concierto de la Trapera.           
La banda comunica oficialmente en octubre de 2023 la cancelación de las actuaciones previstas. El motivo eran problemas de salud de Morfi debidos a las complicaciones de su trasplante de hígado, que llevarían a su fallecimiento el 4 de enero de 2024. 
La Banda Trapera del Río nunca obtuvo el éxito comercial, pero durante sus años de mayor actividad al principio de la década de los 80 se convirtió en una referencia en los barrios del cinturón industrial barcelonés (y, por extensión, en los barrios obreros de todo el estado, especialmente en zonas como Madrid y Euskal Herria). Esto fue debido a su música, predecesora del punk español, y a sus crudas letras sobre las realidades de la juventud de esos barrios, en un fenómeno contemporáneo, y al margen a la vez, del resurgir de la cultura catalana y de la transición a la democracia.

## Historia

### Primera etapa (1976-1982)

#### Cornellà: donde empezó todo
El grupo nació en el barrio de San Ildefonso («Ciudad Satélite» o «La Sati») de Cornellá de Llobregat, construido entre 1960 y 1973. La necesidad de mano de obra que acarrreó la intensa y súbita industrialización del municipio (y del resto de la comarca del Baix Llobregat, debida al bajo precio del suelo y a la proximidad de Barcelona), desató la especulación inmobiliaria, en plena dictadura franquista. La población de Cornellà pasó a ser de unas 21.000 personas en 1960 a más de 76.000 en 1970, concentradas mayoritariamente en Ciudad Satèlite. Este crecimiento exponencial procedía sobre todo de la emigración laboral de Andalucía y Extremadura, que al llegar al nuevo barrio se encontró con unas condiciones precarias en cuanto a servicios e infraestructuras. La banda describiría la realidad de La Satélite en su canción «Venid a las cloacas» (que apareció como «La cloaca» en su primer sencillo, en 1978): «¡Vivís en la Ciudad Satélite! / La gente a todo confort. / El metro al lado de casa, / pero con barro hasta el pantalón».
Por otra parte, y como resultado de esa industrialización y de la elevada actividad sociopolítica (sobre todo de militantes comunistas encuadrados en el partido PSUC y en el movimiento sindical CCOO), Cornellà (como todo el Baix Llobregat) experimentó en los años 60 y 70 la efervescencia obrera y la lucha antifranquista, dentro de lo que se llamó 'El Cinturón Rojo'. Grandes empresas industriales de la localidad, o cercanas, como Siemens, ELSA, Corberó, Pirelli, Clausor, Tornillería Mata y Laforsa (fundición que resistió cien días de huelga) protagonizaron las primeras grandes luchas obreras bajo el franquismo. Corría una frase, atribuida a un indeterminado ministro de Franco: "España tiene dos problemas: la ETA y Corrnellà (o el Bajo Llobregat, según otras fuentes)".
Los inicios: "El Morfi"
«El Morfi» o «Morfi Grei» (Miguel Ángel Sánchez Tenedor, Meillla, 14/12/1959) sería el fundador de la banda (además de su cantante y showman). Sus padres andaluces se habían establecido en Melilla buscando unas oportunidades laborales que, a partir del fin del Protectorado español de Marruecos, eran más escasas, por lo que finalmente deciden emigrar a Catalunya en 1973, primero a Hospitalet de Llobregat y después a Cornellà. 
El Casino Cultural San Ildefonso (situado en la calle Buri, al pie de los "Bloques Verdes" que la Trapera haría famosos en su tema "Venid a ls cloacas"  ) existía desde 1962, pero  se revitalizó en 1974 al pasar a ser gestionado por jóvenes. Jugó un papel importante en el nacimiento del grupo, allí se conocieron Morfi y Manuel Verdún, «El Loli». En este local, y también en el Orfeó Catalonia (en el barrio vecino del Padró), surge una gran actividad cultural y política, dinamizada en gran parte por las Joventuts Comunistes, de las que formaría parte el mismo Morfi.
Miguel Ángel ya excuchaba a Beatles, Rolling Stones, "mucho Chuck Berry", Deep Purple... Empieza a asistir a conciertos, el primero, Queen (diciembre de 1974), del que diría que fue "una lacra en mi historial". El principal punto de inflexión de su vida musical es cuando vio, con 15 años, a Lou Reed en el Palacio de los Deportes de Barcelona, en marzo de 1975. Posteriormente  declararía: «Yo me decía que en el rock & roll español había buenos músicos, pero fallaban las letras, faltaban poetas urbanos». También afirmaría que «Lou Reed ha sido mi única inspiración a la hora de escribir» 
En 1976 decide formar un grupo musical con amigos del Casino Cultural, con intenciones puramente festivas. Comenzaron a tocar en directo, al principio de manera informal y con un repertorio compuesto por versiones de clásicos del rock'n'roll en castellano (Popotitos, de Los Teen Tops, entre ellas). Su actitud provocadora les hace ganar popularidad en su entorno, la provocación se acentuó con las letras de las canciones propias que empezaron a componer. Por ejemplo, y según el Morfi, «La regla» (tema presente en su primer sencillo y que habla explícitamente de la menstruación) "fue escrita únicamente con afán de provocar". Varios de los primeros temas del grupo (y, entre ellos, "La Regla") se escribieron en catalán, pero sólo se grabaría en dicho idioma «Ciutat podrida» (una de las pocas letras no escritas por la banda, sino por la colaboradora Esther Vallés).
El grupo acabó siendo bautizado como "La Banda Trapera del Río". Según Morfi, la explicación del nombre era la siguiente: «"Banda" porque éramos una banda, "Trapera" porque nos vestíamos con lo que encontrábamos en los cubos de basura, y "del Río" por el río Llobregat».
El 13 de noviembre de 1976 se considera la fecha "oficial" de nacimiento de La Banda Trapera del Río, con un concierto en el Pueblo Español de Barcelona en una fiesta homenaje a Lina Odena, una líder de las juventudes comunistas fallecida en la Guerra de España. A partir de entonces, cada año se celebraría el cumpleaños de la banda en ese mes. En esa actuación estuvo la formación que ya había hecho algún "bolo" informal: Morfi a la voz, «El Loli», a la guitarra, Juan Pastor a la batería y Joaquim Vallhonrat («Quim») al bajo  En ese período empieza a ejercer de mánager Juan González («El Chiringuito» o «El Chiri»). Poco después se incorpora como bajista «Rayban» también conocido como «El Llobregat» (Salvador Solano).

#### Llegan Pulido y "El Tío Modes"
Juan «Raf» Pulido (Cornellá de Llobregat, 1957) toma las baquetas a principios de 1977. Habría de tener un papel fundamental, tanto en las letras como en la música y en la consolidación de la personalidad de la banda. Morfi recordaría años más tarde la llegada de Juan al grupo: «...explosionó tu delirio creativo como letrista, escritor, al servicio del rock and roll y exclusivo para tu grupo, La Trapera... Empezaron a caer en el local de ensayo, lo que después seria grandes clásicos (...): Curriqui, Eunucos...»
La proximidad política de Morfi con el PSUC facilita la participación de la banda en su primer concierto masivo, el 9 de mayo de 1977 en el campin «La Tortuga Ligera» de Gavà, ante 100.000 personas que celebran la legalización del partido comunista catalán, con Antonio "Tony" López Valera a la guitarra, además de El Loli. Otra actuación multitudinaria y en un contexto político fue la que tuvo lugar en el marco de las Jornadas Libertarias en julio de 1977, en el Parc Güell de Barcelona.
Otro hito fue el histórico festival punk en la Aliança del Poble Nou el 4 de diciembre de 1977, organizado por la agencia Cuc Sonat   y que fue el primero de este género en el Estado español. En el cartel estuvieron Ramoncín y W.C.?, Mortimer y Marxa (un miembro de éstos, Panotxa, formaria poco después Basura). La Trapera participó a última hora, en lugar de Peligro, que cayó de la programación, y llamó la atención, entre otros, del periodista Carlos Carrero de Lara, periodista musical y musicólogo (Tele/eXprés, El Diario de Barcelona, Vibraciones...), el cual tendría un papel importante en los contactos de la banda con la industria discográfica. El hecho de que en su crónica atribuyese la actuación de la Trapera a Peligro fue lo que motivó que el grupo fuese a visitar al periodista al día siguiente. Morfi recordaría la contribución de Carrero a la carrera de la banda con motivo del  fallecimiento del amigo y periodista, en 2014: «Fue el que con su gran sabiduría y conocimientos del negocio musical nos abrió puertas con candados secretos, las muy pesadas puertas de la incomprensión...».
Antes de la llegada de Juan Pulido y después se suceden innumerables cambios de miembros (sobre todo a la guitarra) hasta que de su mano llega el tercer pilar del grupo: Modesto Agriarte Santana («Tío Modes» o «El Metralleta», Málaga, 1957), guitarrista solista incorporado a principios de 1978 y que sustituye al que había en aquel momento, Carlos Motos («Cordiola»). Por ese tiempo le acompaña «Rockhita» (Emilio Hita) a la guitarra rítmica.
Pulido y Modes, aunque procedentes del rock sinfónico o progresivo, aportan su experiencia musical y configuran el sonido definitivo de la banda: un rock descarnado con sonoridades de garage rock que no renuncia a un cierto virtuosismo por parte, especialmente, del Tío Modes. Morfi lo explicaba así: «El secreto de la Trapera era coger letras adecuadas y fundirlas con el hard rock que escuchaba Raf Pulido, luego acelerarlo y simplificarlo a pocos acordes. Esa es la base de la Trapera y punto, y creo que es también la primera base del punk». En definitiva, la banda, aunque inicialmente ajena al punk, acabó siendo englobada en este estilo por su sonido potente y por su actitud y letras transgresoras e irreverentes.
Los primeros conciertos con el Metralleta a la guitarra son los que tendrían lugar los dos últimos fines de semana de febrero de 1978 en el Saló Diana de Barcelona, un local autogestionado por trabajadores del mundo del espectáculo. Cuc Sonat había intentado programar dos días de punk-rock en otro local (Montclar) y a última hora los propietarios le denegaron el permiso, celebrándose finalmente en el Diana; junto a la Trapera actuaron Rock & Roll Däm y Mortimer. De estos conciertos salió una maqueta que circuló de mano en mano durante muchos años, hasta que finalmente fue editada e incluida en el recopilatorio 1978/1982. Grabaciones completas (Munster, 2006).
Se suceden los conciertos, algunos de ellos masivos: salto a Madrid en marzo de 1978 con el Bronco-Rock. verbena de Sant Joan en junio, nuevamente en  "La Tortuga Ligera", el festival Canet-Rock 78 en septiembre (con caos organizativo y actuación a las 9 de la mañana, después de una noche en la que los traperos compartieron experiencias con Blondie y Nico), Fiesta del PCE en Madrid en octubre, ante más de medio millón de personas

#### El primer disco. La Trapera en Euskal Herria
Fruto de su creciente popularidad en los círculos marginales y alternativos, y de ser vistos como pioneros de la oleada punk en España, en 1978 recibieron varias ofertas para grabar, gracias a la mediación de Carlos Carrero. Se deciden finalmente por la apuesta de Belter, una compañía que trabajaba normalmente con artistas de canción ligera y copla, y que pretendió hacer una incursión en el mundo del rock considerando que era un estilo en auge.
  

La relación con la compañía fue conflictiva, en parte por la reticencia del grupo a participar en los mecanismos habituales del marketing. En mayo se graba el álbum La Banda Trapera del Río y a final de verano aparece el sencillo «La regla / La cloaca» (Belter - BP, 1978) una de las primeras grabaciones (si no la primera) englobada dentro del punk en España.  Belter, a pesar de su apuesta inicial, nunca tuvo claro el futuro económico de la empresa. De hecho, el sencillo aparece bajo el subsello BP y una presunta subsección «Rock Cloaca». La publicación del LP se retrasará casi un año, hasta abril de 1979, entre otros motivos debido a conflictos laborales en la empresa encargada de la impresión de la parte gráfica del disco.

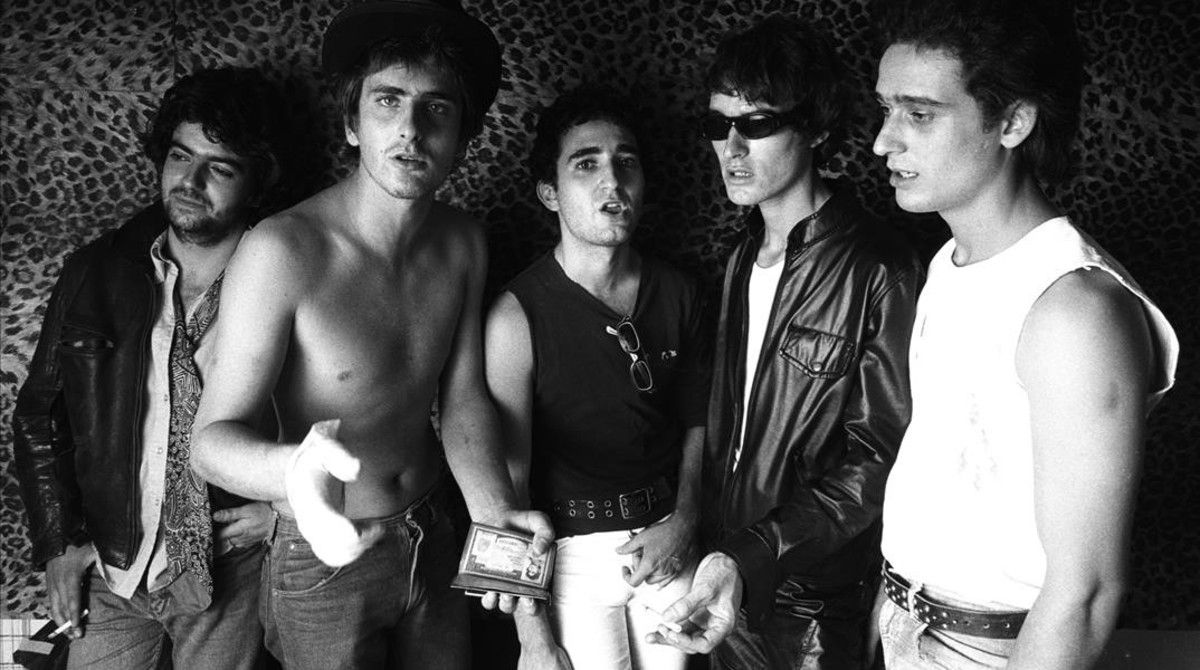
La formación que grabó el primer LP: Rayban, Pulido, Morfi, Tío Modes y Rockhita. Foto de Salvador Costa.

En la grabación de este primer LP participaron Morfi, el Tío Modes, Juan Pulido, Rockhita y Rayban. La producción corrió a cargo de Carlos Carrero.  
Como hemos dicho, en abril de 1979 ve la luz finalmente el álbum La Banda Trapera del Río. El resultado decepcionó a la banda, según Pulido: «Sonaba fatal. En el estudio sonaba cañón cañón, y en el corte lo jodieron todo, lo mataron».  Aun así, el disco pasa a ser una obra de culto para una generación de jóvenes y músicos seguidores del punk y del rock urbano, entre los que circula principalmente en grabaciones de casete pirata, debido a la escasa tirada. La banda, especialmente Carrero y Pulido, acusaron a Belter de no preocuparse por la producción ni por la promoción, de engañarles con las cifras de ventas y de no pagarles los royalties.
Las crudas letras del primer disco (que la banda se negó a cambiar) están en el origen de la falta de promoción del mismo y en el hecho que la Trapera no apareciese en los principales medios, ni escritos ni audiovisuales.. Según Morfi, "nos convertimos en malditos desde el proicipio, por voluntad propia". 
Ese ostracismo, sumado a  la fama conflictiva que la banda empieza a adquirir en Barcelona, es aprovechado para probar nuevos aires. El 31 de diciembre de 1978 debutan en Euskal Herria en el polideportivo de Gallarta. El 21 de julio de 1979 tocan en un festival en la Ciudad Deportiva de San Vicente de Baracaldo, y su actuación «Impactó a todos los que tuvieron el privilegio de verla, generando una onda expansiva que duraría años». Algo similar ocurriría con la siguiente visita de la Trapera, en el pabellón de la Casilla de Bilbao, el 9 de mayo de 1980, organizado por la promotora Momotxo». La influencia de la Trapera en la explosión del punk y rock radical vasco es reconocida por varios de sus artífices, como Roberto Moso (Zarama), Josu Zabala (Hertzainak), Iñigo Pastor (discográfica Munster), Josu Distorsión, el periodista Fernando Gegúndez o Evaristo (La Polla Records), que declaró: «Me gustaba cuando pasaba la procesión y venían a comprar el periódico, les ponía canciones de La Banda Trapera: "Un día la niña le dijo a su madre...¡estoy desvirgada!"».
En Bilbao la banda conoce a Javier Granja, del Colectivo Momotxo, promotor de conciertos que les conseguirá actuaciones por la zona. Se suceden bolos también en Madrid, Zaragoza, Baleares, Asturias... Sin embargo, surgen problemas derivados de las drogas, en cuyo consumo todos los miembros del grupo se habían iniciado. Pero Morfi, que había empezado a drogarse "por mera mitomanía", y como fruto en parte de su relación con Granja, intensifica su adicción, lo que genera desencuentros con Raf Pulido y Modes, Por otro lado, Raf desconfía de la gestión del Chiri, el mánager, con el que la banda acabó rompiendo.

#### Los problemas con los bajistas. Llega "El Subidas"
Entre 1979 y 1980 la banda había sufrido una serie de cambios que afectaron a los bajistas, con los que se ceba al servicio militar (el resto de los miembros se libró del mismo): primero le toca a Rayban y durante un breve período Rockhita toma las cuatro cuerdas en algunas actuaciones, entre ellas el 3 de marzo de 1979 en el «funeral en sufragio del alma de Sid Vicious» (quien había fallecido el 2 de febrero) que «ofició« la banda en el Orfeó Catalonia de Cornellá. También en el mismo mes, en el concierto en el que la Trapera telonea a la Ian Gillan Band en una de sus primeras actuaciones en un gran recinto cerrado (Palau d'Esports de Barcelona). La banda se quejó en directo de la mala sonorización, que se atribuyó a que los técnicos querían impedir que hiciese sombra al grupo de Gillan, que no tuvo una actuación especialmente afortunada.
Rockhita sale de la banda (acabó siendo policía nacional y tuvo un papel destacado en los inicios de los también cornellanenses Estopa) y llega el bajista Feliciano Montoya «El Montoya» (de orígenes flamencos), que también es llamado a filas. Tanto para Rayban como para el Montoya la militar fue una mala experiencia cuyas secuelas psicológicas les impidieron reincorporarse a la banda, aunque el primero volvió a la música brevemente en 1983 de la mano de Tony López (con el que había coincidido en la Trapera), en el grupo Traylers.

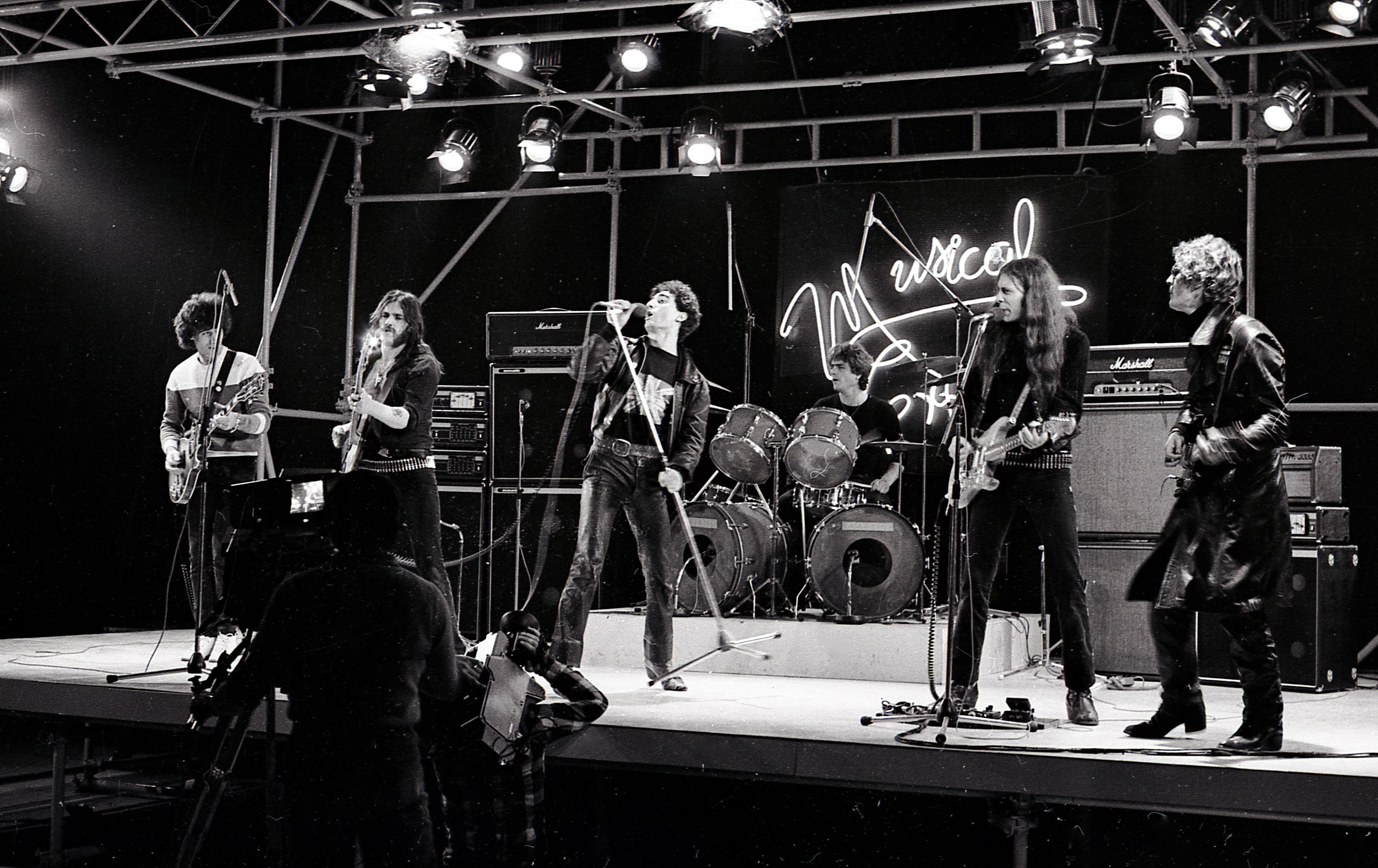
febrero de 1981, programa "Musical Express". La Trapera con Motörhead y Coz. Foto de Sendra (@arxiusendra)

A finales de 1979 llega para tocar el bajo Jordi Pujadas Valls («El Subidas», Barcelona, 23/6/1960). Su procedencia, tanto social como musical (era de Barcelona, admirador del bajista de jazz Jaco Pastorius y venía de tocar jazz rock y rock progresivo) no impidieron su plena integración en la banda. Su primer concierto con la banda sería el antes citado en la Casilla de Bilbao, en mayo de 1980.
Al Subidas también le tocaría ir a la "mili", pero se libró a los pocos meses, durante los cuales fue sustituido por Alberto Chazarra, que participa en febrero de 1981 en la aparición televisiva de la banda en el programa de Àngel Casas, Musical Express. Estaban también invitados Motörhead y Coz. Morfi, Tío Modes y Pulido, junto a Lemmy y Fast Eddie de Motörhead y Eduardo Pinilla de Coz improvisaron un Johnny B. Goode que no fue emitido ni quedó grabado para la posteridad.

#### El segundo disco que no fue y el fin de la primera etapa
Mientras tanto, la discográfica CBS se había interesado por la banda y en marzo de 1980 se grabó una maqueta con temas nuevos (los que aparecieron en el recopilatorio 1978/1982. Grabaciones completas). Pero la voz de Morfi no convencía a la compañía y animó a grabar otros en un estilo más melódico. El resultado no gustó al grupo y terminó la relación con CBS. Parecida suerte corrió otra maqueta que grabaron con EMI por la misma época.

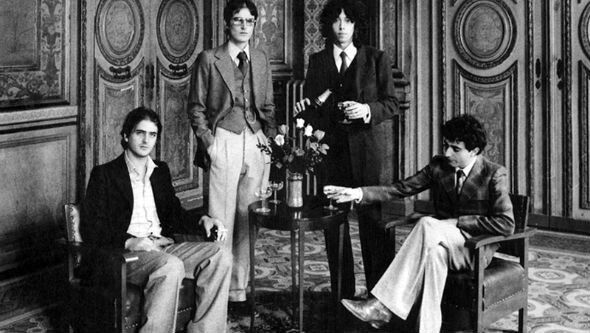
Pulido, Tío Modes, Subidas y Morfi. Foto de Salvador Costa.

Con la vuelta del Subidas de la mili en la primavera de 1981 se consolida la formación «clásica» de la banda (activa entre 1980-1982 y 1993-1996): el cuarteto formado por Morfi, Raf Pulido, Tío Modes y el Subidas. A pesar de que es un período de gran actividad para el grupo, se intensifican las discrepancias entre sus miembros, hasta que en junio de 1981 la Trapera escenifica su primera «separación» con un concierto en la Fiesta Mayor de Cornellá.
Pero la oferta de Pedro Antonio, un fabricante de casetes al que le había tocado un premio de la lotería de Navidad y quería apostar por la Trapera (compró una máquina de cortar vinilo de segunda mano con el objetivo de editar un nuevo disco) hace que el grupo vuelva a la actividad a los pocos meses. 
Entonces aparece la discográfica Discophon (de la mano de uno de sus dos propietarios, Tony Graus), que finalmente es la que financiaría la grabación del disco. Ésta se realizó durante la Semana Santa de 1982, en los estudios Tramontana de Esplugues de Llobregat.  En esta obra Morfi asumió las letras (excepto "Juventud Tatuada", escrita por Pulido), que ya no tenían tanto que ver con la realidad de los barrios. Estaban influenciadas por los "poetas fraceses surreallistas" (Baudelaire, Rimbaud, Artaud...)  y giraban mucho en torno a las drogas. Musicalmente está más elaborado que el primer disco, con el Tío Modes desplegando su virtuosismo a la guitarra y con la aportación de las líneas de bajo del Subidas. 
El 22 de mayo, casi un año después de su separación, la banda iba a presentar el disco en el festival "Tots Al Born - Visca el Brusi!", en el antiguo mercado del Born. Para la ocasión habían encargado una guillotina de madera de tamaño natural, en alusión al que iba a ser el nombre del LP. El festival estaba organizado por el Ayuntamiento de Barcelona en apoyo del Diari de Barcelona ("El Brusi") que, tras haber hecho suspensión de pagos estaba siendo autogestionado por su trabajadores, y estaban programados otros grupos como Los Rebeldes, Los Sirex y C-Pillos..La Trapera empezó su actuación, pero tras dos temas, Morfi hizo un discurso dedicado al Ayuntamiento y a los organizadores, quejándose de la lamentable sonorización y de que el ayuntamiento "les había robado la pasta" (los grupos iban a tocar en principio desinteresadamente, pero el local estaba abarrotado y la recaudación fue importante). El discurso acabó con un "¡Que toque su puta madre!", que fue seguido de un diluvio de latas y botellas. Tras retirarse el grupo, ningún otro se atrevía a a salir, circunstancia que fue aprovechada por Desechables (banda que no estaba programada), que de esta forma hizo su espontáneo debut en directo.
Con todo ya dispuesto para publicar el que iba a ser el segundo larga duración de la Trapera (se había editado incluso un sencillo promocional: El saco / Tu pistola no me mola, Discophon 1982), Morfi, aconsejado por Javier Granja, y por Tony Graus, que había roto con el otro socio y dejado la compañía, se niega a firmar el contrato.Como consecuencia, este disco queda inédito y no acabaría publicado hasta 1992, con el título Guante de Guillotina.    
Aunque seguirían actuando en directo, el incidente del contrato agravó las diferencias que ya existían, especialmente entre Morfi y Juan Pulido. Además el cantante empezó a regentar un bar en el barrio de Lindavista de Cornellá (en el que era habitual el consumo y el tráfico de drogas), había caído definitivamente en la adicción a la heroína y ya tenía poco interés por la música.Todo esto acaba con la disoluciòn de la banda después de un caótico viaje para un concierto (que no llegó a celebrarse por las circunstancias meteorológicas), en el campo de fútbol de Almansa, el 27 de agosto de 1982. La guillotina terminó "flotando en el campo tras el diluvio".

#### Los «cumpleaños» traperos
Ya hemos dicho que el 13 de noviembre de 1976 se considera la fecha "oficial" de nacimiento de La Banda Trapera del Río. Durante la primera etapa se celebraba el cumpleaños de la banda en ese mes.
El primero (12/11/77) tuvo lugar en la sala Pati Blau de Cornellá, dónde se anunció a Miguel Ríos y el Miguel que apareció fue el Morfi de La Banda Trapera del Río, saliendo de un ataúd.
El segundo (25/11/78) se convocó, también en Cornellá, «a las 9 de la noche en la boca del metro de San Ildefonso», con la pretendida intención de «recoger firmas para presentarse a la alcaldía del municipio». Aunque, según Morfi, «ni siquiera intentamos lo de las firmas. Sólo desfilamos en coche descapotable con capas de rey y coronas. Delante iban todas las motos robadas y trucadas del barrio haciendo de séquito con los travestis».
El tercer aniversario (16-17/11/79) se celebró con conciertos en el Lipstick de Barcelona y la presentación de los mismos se hizo en una rueda de prensa en un sex shop del antiguo Barrio Chino (ahora barrio de El Raval).
El cuarto (15/12/80) se celebró en la sala Jamboree de la Plaza Real barcelonesa. Se promocionó con una carpeta que incluía fotos de la sesión que hizo Salvador Costa a la banda, en un lujoso salón del Hotel Urbis y trajeados por Antonio Miró. Estas fotos se utilizaron también para el Guante de Guillotina, el segundo disco de la Banda.
En junio de 1981 la Trapera escenificó su primera «separación» con un concierto en la Fiesta Mayor de Cornellá. Volverían pero ya en 1982 (y sólo hasta agosto), con lo que ni en 1981 ni en 1982 hubo cumpleaños.

### Proyectos por separado (1982-1993)

#### Morfi Grei, Zona Grei y Vox Animal
Tras la disolución de la banda, el cantante monta un grupo al que llama Morfi Grei («la grey de Morfi»: a partir de entonces se añadiría el «Grei» a su apodo), en el que cuenta con el Tío Modes a la guitarra solista e incorpora a Xavier Julià a la rítmica, Josep Maria Marchant al bajo y coros,  Ernest Manchón al piano y Juan «Kent» Linares a la batería. Graban una casete autoeditada de un concierto en San Justo Desvern (celebrado el 13 de octubre de 1984) y, en ese mismo mes, el Mini-LP Aliento de noches, acompañado de un sencillo cuya cara A era «La losa», una composición de Esther Vallés. El trabajo, en la línea de la Trapera, tiene buena acogida, y la banda realiza algunas conciertos en los que cuenta con la participación del saxo Jordi Carbó. Pero los excesos de Morfi lo vuelven a apartar de la música hasta que toca fondo y decide ingresar en un centro de desintoxicación del que sale, libre de la adicción, al cabo de dos años, en 1986. Incluso se quedaría a trabajar como colaborador del centro, durante quince años.
En 1986 reaparece, como Morfi & Sagrada Familia, en un concierto en Bellvitge (Hospitalet de Llobregat) y un cambio radical de estilo, con canciones melódicas y letras románticas, y acompañado de una banda con sección de viento incluida. Con esa formación, pero con el nombre de Zona Grei, grabaría un tiempo después (y con colaboración del Ayuntamiento de Cornellá) el disco El último beso (Horus, 1988), del que se extraerían dos sencillos, «El último beso» / «Se fue» y «Honolulu» / «Randy Mamola». Morfi reniega de ese disco, aunque reconoce que la versión de "El Último Beso" que grabaría en 1995 Lorenzo Santamaría tuvo cierto éxito en América del Sur y acabaría proporcionándole sustanciosos royalties. 
Tiempo después Morfi retorna al rock de sonido más eléctrico, con letras que vuelven a la crónica urbana y a los personajes marginales  ("muy Lou Reed", según Morfi ) , con el grupo Vox Animal. Con éste graba el disco En vivo indirecto (Capote, 1992), que recoge dos actuaciones realizadas en enero de 1991.

#### Oficial Matute
Años después de su colaboración con Morfi de 1984, el Tío Modes se une a principios de los 90 a Juan Pulido para formar la banda Oficial Matute (homenaje al policía de ese nombre de la serie de animación Don Gato). Modesto Agriarte seguirá a la guitarra, pero Pulido cambia la batería por la voz. Les acompañan un bajo y un batería de nombres Sergio y Sito respectivamente. Esta formación publica el LP Memorias de nuestros olvidos y el sencillo «Caravana de mendrugos» / «Casi consigo lograrlo» con Tralla Records, en 1991. En el larga duración grabarían dos temas de la Trapera, que pertenecían al entonces aún inédito Guante de guillotina («Juventud tatuada» y «Misógino»).

### Segunda etapa (1993-1996)
En 1992, Divucsa (subdivisión de Belter) decide reeditar el primer LP de la banda. Morfi, entonces en Vox Animal, convoca al resto de miembros (dos de ellos, Pulido y Modes, entonces en Oficial Matute) para legalizar los royalties y los contratos de la reedición. Por otra parte, el máster del disco que no se llegó a editar con Discophon en 1982, y que se había perdido al no firmarse el contrato, aparece en la discográfica Horus. El motivo de que acabase en poder de esta empresa se desconoce. Según Morfi, Tony Graus había estado en prisión por tráfico de drogas y al salir estaba en posesión de varios másteres con los que quizás negoció. El hecho es que en 1993 finalmente se publica Guante de guillotina (pero en el sello Okay Records de Divucsa), el segundo LP de La Banda Trapera del Río 
Las buenas ventas de ambos discos hace que se tome la decisión de dejar los grupos paralelos y de reunir a La Banda Trapera del Río, recuperando a Jordi Pujadas, que había estado apartado profesionalmente de la música, como bajista. Ésta se embarca en una gira que comienza el 22 de octubre de 1993 en el Revólver Club de Madrid y que recorre toda España durante más de un año. La reaparición en Barcelona fue los días 12 y 13 de noviembre en Garatge Club, y las actuaciones supusieron el récord de asistencia a la sala. Ignacio Vidal, del sello Capote (que había publicado a Vox Animal), es el nuevo mánager y graba los conciertos con la idea de editar un disco en directo con su sello. Sin embargo, tiene que cerrar la empresa y entrega el máster a la banda, que consigue que Munster edite Directo a los cojones en 1994. El nuevo sello propone la grabación de un disco en estudio, que sería Mentemblanco (Munster, 1995).
El grupo comienza una nueva gira en 1996 para celebrar su 20 aniversario, pero durante la misma se reproducen los problemas entre los miembros de la banda. Morfi había iniciado una nueva etapa personal y profesional (matrimonio y actividad como empresario de restauración e industria alimentaria), al margen de Cornellá y del rock, y además su comportamiento en la gira se había vuelto incontrolado. Por otra parte, la salud de Modes era muy precaria. Según Morfi: «Tenía dos horas de lucidez al día. En la gira, lo subían al escenario, y le colgaban la guitarra... y ahí él despertaba un poco y, al encender los Marshall, lo daba todo». Todo esto provoca que la Trapera se disuelva de nuevo en agosto de 1996 tras un concierto en el festival Bestialc de Alcora (Castellón), en el que Morfi protagonizó una pelea con el público.

### 2004: fallecimiento de Modes
Después de la separación de 1996, ninguno de los miembros registra actividad musical. La salud de Modesto Agriarte (que vive con Pulido y su familia, entre ellos su hijo Raúl, en su casa de San Just Desvern) va a peor, hasta su fallecimiento, el 1 de noviembre de 2004, a consecuencia de la pancreatitis que padecía. Poco después, a principios de 2005, muere otro histórico de la banda, Emilio Hita, el Rockhita.
El 22 de octubre de 2005, en el Ateneu de Sant Just Desvern, tiene lugar un concierto de homenaje al Tío Modes con la asistencia de unas 600 personas, ante la urna que contenía sus cenizas. Participaron el resto de miembros de Oficial Matute, reunidos para la ocasión, Raúl Pulido y Cancerberos. Estos acabaron interpretando los temas de la Trapera «Monopatín» y «Currriqui de barrio», y después acompañaron a Morfi Grei, terminando el concierto con «Ciutat podrida». El acontecimiento supuso la fugaz vuelta a los escenarios (aunque por separado) tanto de Pulido como de Morfi.

### Tercera etapa (2009-2010). Fallecimiento de Juan Pulido
En 2006 la compañía Munster, que se había hecho con los derechos discográficos de la banda, publica la recopilación 1978/1982. Grabaciones completas. Se trata de un doble LP y CD que contiene sus dos primeros discos remasterizados, algunos temas del concierto del Saló Diana de 1978 y otros de las maquetas con EMI y CBS de principios del los 80. Y en octubre de 2007 Munster publica también la biografía de la Trapera, Escupidos de la boca de Dios, escrita por Jaime Gonzalo.
Se vuelve a despertar el interés por el grupo y el 22 de diciembre de 2008 tiene lugar en la sala Gruta 77 de Madrid un concierto de homenaje a La Banda Trapera del Río, en el que participan los grupos Rojo Omega, Los Chicos y Motociclón. Morfi Grei, que había estado alejado de la música, interviene interpretando temas de la Trapera y renacen en él las ganas de volver a los escenarios. Se ofrece por parte del Ayuntamiento de Cornellá la posibilidad de una actuación en la Festa Major de Cornellá (el Corpus) y Morfi llama a Pulido para reunir a los supervivientes de la banda.
Se incorporan Raúl Pulido (músico hijo de Juan y discípulo de Modes, del que heredó la guitarra Gibson Les Paul negra con la que toca) a la guitarra solista y «Fosy Rock» (The Snobs, Cancerberos, Señor No...) a la rítmica. El Morfi, el Subidas y Juan Raf Pulido continúan a la voz, el bajo y la batería, respectivamente.
Así, el 13 de junio de 2009 la banda vuelve a la actividad, en un concierto memorable durante el Corpus de Cornellà (el mismo día también tocó Rosendo), en una Plaza Catalunya llena a rebosar. La actuación es grabada para proporcionar  imágenes para el documental Venid a las cloacas: La historia de la Banda Trapera del Río, dirigido por Dani Arasanz, que se había empezado a rodar. Morfi había anunciado que «con la reedición de los discos, el libro y ahora el documental cerraremos la trilogía (...) Será una única noche divertida y ya está».
Pero el concierto de Cornellá acaba siendo el inicio de una gira por toda España (Bilbao, Valencia, La Coruña...) que se interrumpiría en octubre, debido a problemas de salud de Juan Pulido. Se organiza un concierto de despedida de la banda, el 25 de marzo de 2010, en las Ramblas de Barcelona, que acaba convertido en un homenaje a Juan, ingresado en un hospital el día anterior después de un ensayo con público en Granollers que fue la última actuación del batería. En el concierto Fosy Rock toca la batería y colabora Juano Montero (El Legado, Guarriors) a la guitarra rítmica.
La enfermedad habría de acabar con la vida de Juan Raf Pulido el 13 de abril de 2010. Morfi, en un artículo a modo de despedida a Juan Pulido aparecido en la revista La Factoría, afirmó que las cenizas de la Trapera se quemarían con Juan «en el infierno o en el cielo».
El documental Venid a las cloacas fue presentado el 19 de noviembre de 2009 en Cornellà, todavía con la presencia de Pulido en el acto, y se estrenaría después del fallecimiento de este, en noviembre de 2010, en el Festival In-Edit en Barcelona. Tendría buena acogida, ganando el premio al mejor documental nacional y el premio Beefeater otorgado por el público.

### Cuarta etapa (2016-2023)

#### Preámbulo: proyectos de Morfi (2010-2015)
La vuelta con la banda de 2009 y la euforia por los reconocimientos a la misma habían llevado de nuevo a Morfi al consumo de drogas, lo que provocó su divorcio y el cese de su actividad empresarial. Vuelve al hogar materno de Cornellà y se le desarrolla un trastorno bipolar que le llevaría a diversos ingresos hospitalarios. 
Pero al mismo tiempo había retomado el interés por el rock tras el corto (y abortado) regreso trapero . En junio de 2010 protagoniza el pregón de la Festa Major de Cornellá, con un parlamento en el que recuerda la historia de la banda y a Juan Pulido. 
En diciembre inicia el proyecto musical Desenchufados con Juano Montero, en un formato con dos guitarras (eléctrica y acústica) más algunos colaboradores, interpretando temas de Morfi, la Trapera, Vox Animal y de otras bandas y músicos. Actúan por Cataluña y en Zaragoza hasta enero de 2011.
El siguiente proyecto de Morfi es una colaboración con el grupo Electroputas y la guitarrista «Betty Love», con los que en febrero graba el disco Cielos movedizos (Munster, 2011) e inicia la gira Neverland, hasta mayo de 2011. Se trata de un trabajo experimental, con una mezcla de recitados de Morfi Grei, música electrónica y rock.
Su siguiente obra consiste en un libro: Letras pétreas, edición autogestionada con el apoyo del Ayuntamiento de Cornellá. Son textos inéditos acompañados de otras tantas ilustraciones (fotos y dibujos) con firmas como Bigas Luna, Manuel Huerga, Toni Miró, Javier Mariscal, Pau Riba, Johnny Cifuentes (Burning), Fermín Muguruza, Nazario, Carlos Azagra, Miguel Gallardo, Colita, Salvador Costa, Francesc Fàbregas, Jordi Valls... El libro fue presentado en junio de 2012 con un acto en Cornellá y un concierto en la sala Luz de Gas de Barcelona en el que participan entre otros Betty Love y la banda de Cornellá Dirty Rockets (con la que Morfi había colaborado en algunos conciertos). Cada texto estaba acompañado además de un tema de música electrónica compuesta por Edu Chifoni y Toni Bello, de Electroputas (Letras pétreas B.S.O., 2012).
En enero de 2013 Morfi se encuentra en el bar Sidecar de la Plaza Real de Barcelona con los hermanos Miguel y Manuel Alférez, antiguos miembros del grupo Decibelios, a los que había conocido en el bar que regentaba a principios de los 80. De allí sale la idea de montar un grupo, al que se une entre otros el batería Carlos Buira («Boliche», ex Subterranean Kids). De los nombres de las tres bandas (Subterranean, Trapera y Decibelios) surge el acrónimo Subtrabelios, que daría nombre a la nueva formación, que interpreta temas de la Trapera y Decibelios y gira por España hasta su disolución en agosto de 2014.
En 2015 Morfi hace una incursión en el teatro con la obra Memorias de un yonkie (escrita e interpretada por él mismo y dirigida por Encarna Pastor), que estrena en mayo en el Teatre La Fragua de Cornellá. La obra estaba basada en sus experiencias personales y musicales y se acompañaba de una actuación con el guitarrista Pitu Parrado y la banda The Gorrions, con la que Morfi protagonizó algunos conciertos durante esa época. 

#### El regreso de 2016
En 2016 se produce un encuentro casual entre Morfi y el Subidas, los dos únicos supervivientes de la banda tal como acabó conformada en los años 80. Era el año del 40 aniversario de la fundación de la Trapera y surge la idea de su vuelta a los escenarios, en parte por la convicción de Morfi de que ese retorno le ayudaría a superar sus problemas psquiátricos. De esta manera, y pese a lo manifestado en 2010 por Morfi con motivo de la muerte de Pulido, la banda anuncia su regreso. Fosy Rock y Raúl Pulido continuarían, y se incorpora Boliche como batería. En las primeras actuaciones también estuvo Betty Love como tercera guitarra.
La gira comenzó el 18 de noviembre en la Sala Salamandra de Hospitalet de Llobregat. Inicialmente prevista hasta diciembre, se alargó durante 2017 y 2018 por toda España (Sevilla, Plasencia, Madrid, León, San Sebastián, Bilbao, Vitoria, Zaragoza...). El 4 de diciembre de 2017, justo 40 años después, se conmemora el histórico festival punk de la Aliança del Poble Nou con un concierto en el que participan las mismas bandas (excepto Ramoncín, que caería del cartel pocos días antes):  La Banda Trapera del Río, Marxa, Mortimer y Peligro (que no habían tocado finalmente en 1977).
La actividad de la banda sufre algunas interrupciones debido a problemas de salud, esta vez de Morfi, que le llevarían con el tiempo a dos cirugías de revascularización femoral (baipás). Con el cantante recuperado y nuevos conciertos, en 2019 ya se había consolidado totalmente la nueva formación de la Trapera, hasta el punto de editar un nuevo trabajo tras 25 años: Quemando el futuro (Maldito Records). El nuevo disco vio la luz el 7 de junio, y al día siguiente fue presentado en un concierto en la Sala Salamandra, el cual marcó el inicio de una nueva gira que sin embargo se interrumpiría con la pandemia
A principios de 2020 Morfi participa en el grupo Travelings, un proyecto de rock estilo americana, junto a los viejos conocidos Josep Maria Marchant (bajo) y Juan Linares (batería), así como César Lorente (guitarra).

#### Gira de despedida (2022-2023) y fallecimiento de Morfi
En febrero de 2021 Morfi declara en una entrevista en la edición española de la revista Metal Hammer que este año sería el de la despedida definitiva de la banda, que se celebraría con una gira final en cuanto la pandemia lo permitiese.
No es hasta abril de 2022 cuando se anuncia la gira de despedida, en principio con cuatro únicas fechas en Cataluña ya que Morfi ha que someterse a un trasplante de hígado (consecuencia de una hepatitis anterior) y tiene que permanecer a poca distancia de Barcelona en espera de un órgano.
Paralelamente, el cantante pone en marcha un nuevo proyecto, la banda La Ley de Morfi (nombre que juega con su aprodo y con la ley de Murphy), con la que publica un disco en mayo (Más que Jesucristo) y lleva a cabo varias actuaciones. En este grupo, que está en la onda de su proyecto de los 90 Vox Animal (sonido de guitarras y letras de vivencias urbanas) le vuelven a acompañar César Lorente a la guitarra y Juan Linares a las baquetas, y acaba incorporándose otro trapero, el bajista El Subidas. 
En cuanto a La Banda Trapera del Río, celebra tres conciertos de la gira, reducida a cuarteto por la ausencia de Fosy Rock: Murcia el 20 de mayo (incorporación de última hora), Barcelona al día siguiente y Llançà (Girona) el 4 de junio. El 20 de junio la banda informa que se ha producido la intervención de Morfi y se suspenden las otras dos fechas previstas.
El 19 de octubre, con Morfi recuperado, la Trapera anuncia que continuará la cancelada gira de despedida. Se programan nuevas fechas en 2023 pero finalmente sólo se lleva a cabo un concierto, el 6 de mayo, en el festival Summer Fuzz de Villamediana de Iregua (La Rioja), que quedará como el último de la Trapera.
Durante el verano, Morfi ofrece algunas actuaciones con La Ley de Morfi y a dúo con Raúl Pulido. En octubre La Banda Trapera comunica oficialmente la cancelación de las actuaciones previstas. El motivo eran problemas de salud de Morfi debidos a las complicaciones de su trasplante de hígado, que llevarían a su fallecimiento el 4 de enero de 2024.

## Legado e influencia cultural
El papel de La Banda Trapera del Río como predecesora del punk español ha sido ampliamente reconocido, así como el impacto de sus crudas letras, que hablaban obre las realidades de la juventud de los barrios obreros. Este reconocimiento se dio durante los años de su primera etapa, pero especialmente después de la misma, una vez desmontado el grupo. Es entonces cuando la Trapera se gana la consideración de grupo «maldito« y «de culto».

«La Banda Trapera del Río, mítica banda barcelonesa de finales de los 70, considerada la pionera del punk en España».
(Reportaje en "La Hora Musa" de RTVE, 31 de octubre de 2018)

Según el cantante Loquillo, «la Banda Trapera y Burning eran antecedentes. Fueron quizá los que dieron el primer golpe en la mesa», afirmación corroborada por el mismo Johnny Cifuentes de Burning. Otros músicos fueron influidos de una manera u otra por la banda, como José Ignacio Lapido del grupo 091 o Robe Iniesta de Extremoduro, de quien dice su biógrafo: «Esa ferocidad, esa dureza. Iniesta ha bebido de la Banda Trapera del Río y de Camarón a partes iguales». Del impacto de la Trapera en los inicios del llamado rock radical vasco se ha hecho referencia en el apartado de la historia de la primera etapa. Un artículo de Rockdelux, revista de referencia del rock español, planteó: «¿Qué había antes de Siniestro Total? ¿Y de Eskorbuto y Cicatriz? ¿Y de Extremoduro? Incluso diría más: ¿qué había antes de Subterranean Kids o L’Odi Social? Todas estas preguntas tienen la misma respuesta: La Banda Trapera del Río».En cuanto a las letras, especialmente las de Juan Pulido, según un artículo del diario El País, «la herencia de sus letras se puede detectar en decenas de bandas de rock urbano y callejero. Incluso el grupo más popular que jamás ha salido de Cornellá, Estopa, reconoce que crecieron escuchando sus temas»
En la biografía Escupidos de la boca de Dios, Jaime Gonzalo retrata las señas de identidad de la Trapera: «...su público de base era el del extrarradio urbano, salvedad hecha de la crítica golfa y unos medios que, en parte, saludaron la rudimentaria filosofía popular del traperismo como oráculo charnego del punk».
En la contraportada del mismo libro el periodista Diego A. Manrique escribe: «Jaime Gonzalo retrata un momento incierto de la España en transición, cuando el rock era símbolo de modernidad y banderín de enganche para el PCE/PSUC. Para vergüenza de tanta ficción cinematográfica y televisiva, las fotos de Salvador Costa nos traen la puta realidad de aquellos años de caspa y esperanza».
El novelista Javier Pérez Andújar escribiría en 2017: «La Trapera era especial. Era golfa, obrera, quinqui, pasota, sabía de qué iba la historia y lo contaba bien. Era auténtica y no sólo era como todos nosotros sino que todos nosotros queríamos ser como ella. (...)  Así era en Barcelona. Así era el rock de los barrios».

## Miembros

### Principales
- «El Morfi» o «Morfi Grei»  (Miguel Ángel Sánchez Tenedor): voz (1976-2023). Fallecido en 2024.
- «El Subidas» (Jordi Pujadas Valls): bajo (1980-2023).
- Juan «Raf» Pulido: batería (1977-2010). Fallecido en 2010.
- «Tío Modes»  o «El Metralleta» (Modesto Agriarte Santana): guitarra solista (1978-1996). Fallecido en 2004.
- Raúl Pulido: guitarra solista (2009-2023).
- «Boliche» (Carlos Buira). batería (2016-2023)
- «Fosy Rock»: guitarra rítmica (2009-2021) y batería (concierto 25/03/10).
- «El Montoya» (Feliciano Montoya): bajo (1979-1980).
- «Rockhita»  (Emilio Hita): guitarra rítmica y bajo (1977-1979). Fallecido en 2005.
- «Rayban» o «El Llobregat» (Salvador Solano): bajo (1977-1979).

### Otros miembros
- «Betty Love»: guitarra rítmica (2016)
- Juano Montero: guitarra rítmica (concierto 25/03/10).
- «Bubi» (Juanma): guitarra (grabación «Guante de Guillotina», 1982).
- Alberto Chazarra: bajo (1981).
- «Peret» o «Peter» (Pedro Planas): bajo. Grabación de la primera maqueta, entre otros temas "La Regla" (1978). Fallecido en 1994.
- Jaume Planas: guitarra (1978, grabación de la primera maqueta).
- Carlos Motos («Cordiola»): guitarra (1977-1978). Fallecido.
- Javi, guitarra (1978, algunos conciertos, el último en la fiesta del PCE en la Casa de Campo de Madrid).
- Antonio «Tony» López, guitarra (1977), conciertos en La Tortuga Ligera (mayo), Pati Blau (Cornellà) y otros.
- «Madera Bill»: guitarra (1977).
- Javier Otopac: guitarra (1977).
- Raúl: guitarra (1977).
- Joaquim Vallhonrat («Quim»): bajo (1976).
- «El Loli» (Manuel Verdún): guitarra (1976).
- Juan Pastor: batería (1976).

## Discografía

### Álbumes de estudio
- La Banda Trapera del Río (Belter, 1979). LP. Reeditado en 1992 por Perfil
- Guante de guillotina (Okey-Divucsa, 1993). LP y CD. Grabado en 1982.
- Mentemblanco (Munster, 1995). CD y LP
- Quemando el futuro (Maldito Records, 2019). CD y LP

### En directo
- Directo a los cojones (Munster, 1994). CD y doble LP.

### Sencillos
- «La regla» / «Rock cloaca» (Belter, 1978). Reeditado en 2006 por Munster.
- «Tu pistola no me mola» (Discophon, 1983). Sencillo promocional.

### Recopilatorios
- 1978/1982. Grabaciones completas (Munster, 2006). Doble CD/LP con sus dos primeros álbumes remasterizados y temas inéditos en directo (Saló Diana, 1978) y de sus maquetas.